# 24ビット
24ビット（英: 24-bit）は、連続した24個（桁）のビット（3オクテット）であり、バイナリで最大16,777,216（16メビ、約16.8M）までの数を表現できる。
- 「24ビットアーキテクチャ」とは、整数型、メモリアドレス、その他のデータサイズなどが、最大24ビット幅のアーキテクチャである。
- 「24ビットCPU」（プロセッサ、演算装置）とは、24ビットサイズのレジスタ、アドレスバス、データバスを持つCPU（プロセッサ、演算装置）である。
- 「24ビットカラー」とは、最大で16,777,216（16メビ、約16.8M）色数を同時に表示できる。

## 24ビットアーキテクチャ
24ビットのアーキテクチャには以下がある。
- 1964年に発表されたIBMのSystem/360は、24ビットのアドレッシングと、32ビットの汎用レジスタと演算器を持った、人気のあるコンピュータシステムであった。24ビットアドレッシングのためアドレス空間の上限は16MBである。後継のSystem/370（S/370-XAより前）や、アムダール、富士通、日立製作所などのIBM互換メインフレーム（System/360互換、System/370互換）も24ビットである。なお64ビット化された現在のz/Architectureでも、24ビットのユーザープログラムはバイナリ互換で稼働する。

- 1980年代に登場した初期のマイクロプロセッサおよびパーソナルコンピュータ。
  - 24ビットのアドレッシングと16ビットの汎用レジスタと演算器を持つインテルの80286プロセッサを搭載したIBMのPC/ATなど。
  - 24ビットのアドレッシングと32ビットのレジスタを持つ68000を搭載したAppleのMacintosh 128Kなど。

- eZ80は、8/16ビットの Z80とバイナリ互換の、24ビットのレジスタとアドレッシングを持つマイクロプロセッサおよびマイクロコントローラである。